# 金彩然
金彩然（2006年12月8日—），韩国女子花样滑冰运动员，2022–23青年大奖赛总决赛女子单人滑铜牌得主、2024年四大洲花样滑冰锦标赛女子单人滑银牌得主，與2025年亞洲冬季運動會花式滑冰比賽女子單人滑金牌得主。

## 外部連結
- Chaeyeon KIM在国际滑冰联盟的页面
- 金彩然 在SkatingScores.com
- 金彩然的Instagram帳戶